# Euclide Turba

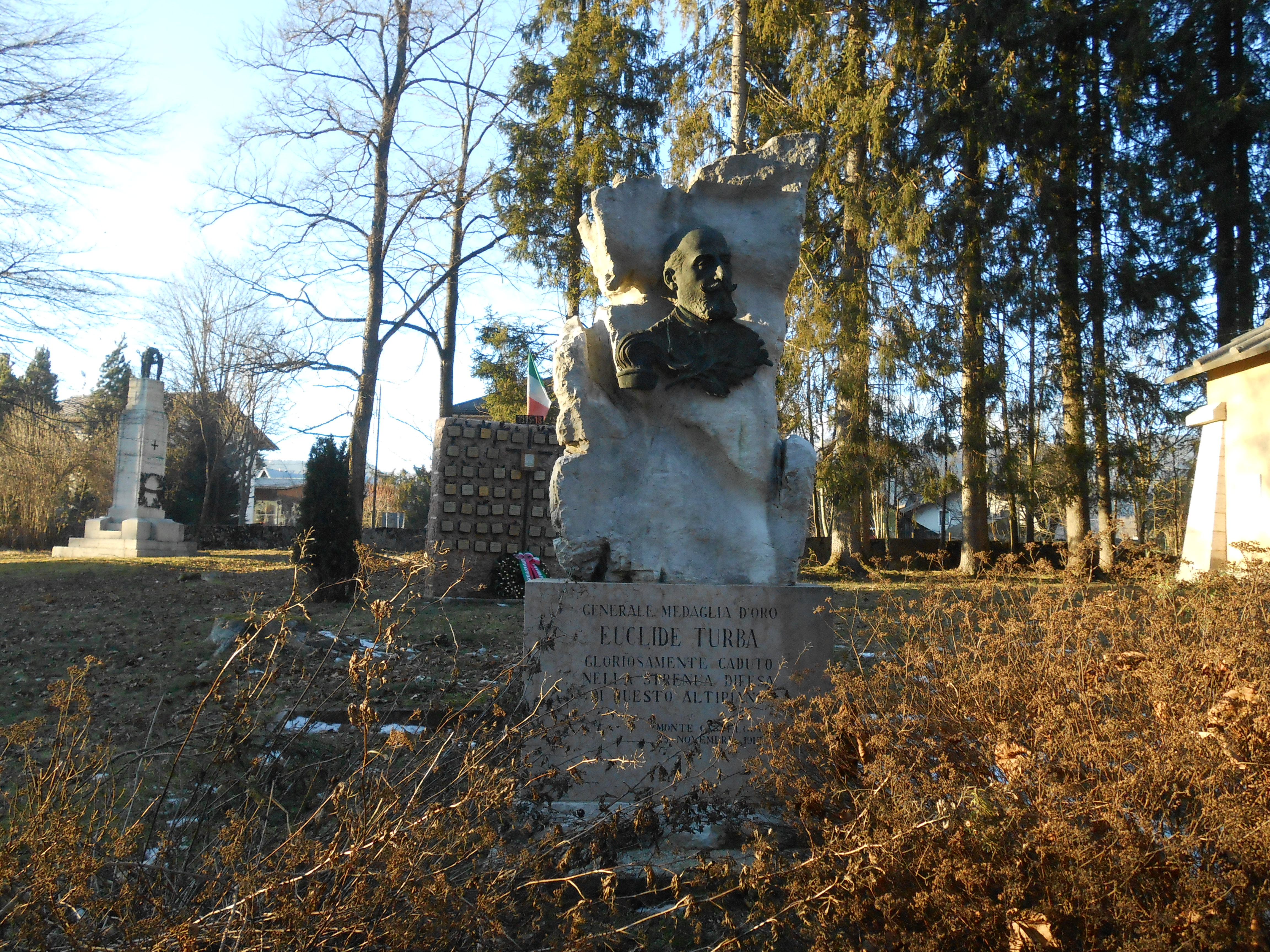
Monumento a Euclide Turba nel parco della Rimembranza, Asiago

Euclide Turba (Palermo, 15 giugno 1869 – monte Castelgomberto (Foza), 23 novembre 1917) è stato un generale italiano, decorato della medaglia d'oro al valor militare alla memoria nel corso della prima guerra mondiale.

## Biografia
Nacque a Palermo il 15 giugno 1869, figlio di Giuseppe e Girolama Surdi. Compì gli studi della licenza media presso il Collegio Vittorio Emanuele, e poi nell’ottobre 1896 si arruolò nel Regio Esercito entrando nella Regia Accademia Militare di Fanteria e Cavalleria di Modena. Promosso sottotenente nel 1898, fu assegnato al 91º Reggimento fanteria, e poi promosso tenente. Nel 1901 iniziò a frequentare i corsi presso la Scuola di guerra dell'esercito, venendo successivamente assegnato al Comando di Corpo di Stato maggiore. Promosso capitano l’anno successivo, entrò in servizio presso il 48º Reggimento fanteria della Brigata "Ferrara". Divenuto Aiutante di campo presso il comando di brigata, dal 1909 fu insegnante di Arte militare all'Accademia della Guardia di Finanza di Caserta. Promosso maggiore nell’agosto 1914, poco dopo lo scoppio della prima guerra mondiale, entrò in servizio nell’81º Reggimento fanteria, con cui prese parte alle operazioni di soccorso alle popolazioni della Marsica colpite dal terremoto. Decorato con la Medaglia d’argento di benemerenza, entrò poi in servizio presso il I Battaglione del 130º Reggimento fanteria della Brigata "Perugia", e dopo l’entrata in guerra dell’Italia giunse in zona d’operazioni il giorno 28 giugno. Si distinse subito nei combattimenti sul Monte Calvario, venendo promosso tenente colonnello nell’ottobre successivo. Assunto il comando del reggimento, combatte nel settore del Monte San Michele, poi sull’altopiano di Asiago, dove per il coraggio dimostrato tra il 12 e il 13 giugno 1916 sul Monte Zebio fu decorato con la Medaglia di bronzo al valor militare. Divenuto colonnello, con il suo reggimento fu trasferito alle dipendenze della 3ª Armata, impegnato nel settore di Opacchiasella. Promosso colonnello brigadiere, nell’ottobre 1917 assunse il comando della Brigata "Perugia", impegnata nel settore di Selo. Il 31 ottobre, durante la ritirata seguita alla disfatta di Caporetto, rimase ferito durante un combattimento a San Michele al Tagliamento venendo decorato con una seconda Medaglia di bronzo al valor militare. Trasferito con il suo reparto sull’altopiano di Asiago, si distinse nei giorni 21 e 22 novembre quando, penetrato il nemico nelle trincee difese dal maggiore Luzzatti, alle pendici del Monte Fior, guidò personalmente i contrattacchi. Morì sul Monte Castelgomberto (Meletta di Foza), precisamente sulla "Selletta Stringa", mentre si trovava in prima linea tra i suoi fanti della Brigata "Perugia", il 23 novembre durante la seconda battaglia delle Melette.
Il 20 gennaio 1918 S.M. re Vittorio Emanuele III gli concesse, "motu proprio", la Medaglia d'oro al valor militare alla memoria. La salma del brigadiere generale riposa nel Sacrario militare di Asiago, dove le sue spoglie furono successivamente trasportate dopo la prima sepoltura nel comune di Foza.
Un monumento in suo onore si trova nei pressi di Malga Lora (Foza); scolpito nella roccia è inciso un epitaffio composto dal poeta futurista Carlo Delcroix. Un altro monumento, dedicato al colonnello Turba, è collocato presso il parco Brigata "Regina", nel centro di Asiago. Una scritta ricorda:
Nel 1933 l'ex battello doganale austro-ungarico Zara, allora assegnato al servizio navale della Regia Guardia di finanza, fu ribattezzato Turba in suo onore. Al suo nome è intitolata, inoltre, la caserma di Corso Calatafimi 200 a Palermo.

### Annotazioni
1. ↑  Il padre era capitano del corpo dei bersaglieri.
2. ↑  Tale brigata era stata costituita il 1 marzo 1915.
3. ↑  La sera prima di morire scrisse: La violenza nemica si è infranta contro la nostra volontà...fra gli scoppi e i sibili di ogni specie e gradazione, passano i nostri giorni di distruzione e di speranze.

### Fonti
1. ↑  (EN) ritratto di Euclide Turba monumento ai caduti a cippo 1922 - 1922, su catalogo.beniculturali.it. URL consultato il 1º marzo 2025.
2. 1 2 3 4 5 6 7 8 9 10  Giovannoli 2016, p. 15.
3. 1 2  Sito Quirinale - Scheda 12569.
4. ↑  Bruno Brienza, Il governo dell'orrore. La disciplina giuridica e amministrativa del corpo dei feriti e dei caduti della Prima guerra mondiale, 2019,pagina 113
5. ↑  Gazzetta Ufficiale del Regno d’Italia n.195, 18 agosto 1920, pag.2618.
6. ↑  Gazzetta Ufficiale del Regno d’Italia n.88, 7 aprile 1915, pag.2097.
7. ↑  Supplemento alla Gazzetta Ufficiale del Regno d’Italia n.121, 24 maggio 1917.

### Periodici
- Giorgio Giovannoli, Euclide Turba. Il valore vince il destino, in UNUCI, n. 1/2, Roma, Unione Nazionale Ufficiali in Congedo d’Italia, gennaio-marzo 2016,  p. 15.